# Giuseppe Pasquale Cirillo
Giuseppe Pasquale Cirillo (Grumo Nevano, 1709 – Napoli, 20 aprile 1776) è stato un giurista, avvocato e letterato italiano, membro dell'Accademia degli Oziosi e docente dell'Università di Napoli.

## Biografia
Nato nel 1709 a Grumo Nevano, comune campano dell'attuale città metropolitana di Napoli, d'ingegno precoce, Cirillo si formò culturalmente con l'aiuto del conterraneo Nicola Capasso, giurista e poeta, che favorì anche il suo inserimento sociale e la carriera accademica e del filosofo Giambattista Vico. Nel 1729 si laureo in utroque iure e ottenne la cattedra di diritto canonico e, poco dopo, quella di diritto civile già occupata da Capasso.
Coerentemente con le sue posizioni tradizionalistiche e antilluministche, nel 1733 entrò nell'Accademia degli Oziosi, sodalizio in larvata polemica con l'Accademia delle scienze di Celestino Galiani, aperta alla cultura d'oltralpe, di cui gli "oziosi" diffidavano.
Oratore brillante, dotato di naturale eloquenza, qualità riconosciuta dai contemporanei tra i quali anche personalità notevoli come il filosofo ed economista Antonio Genovesi, Cirillo esercitò con successo l'avvocatura nel foro di Napoli. Nel 1775 si recò a Roma, ove riscosse apprezzamenti nella corte di papa Pio VI e negli ambienti letterari cittadini. L'anno successivo, a sessantasette anni, morì a Napoli ove fu sepolto nella chiesa di Sant'Anna di Palazzo, quartiere di San Ferdinando.
Oltre alle prevalenti opere di argomento giuridico, scrisse una commedia dedicata alla iettatura: Malocchi, pubblicata postuma.

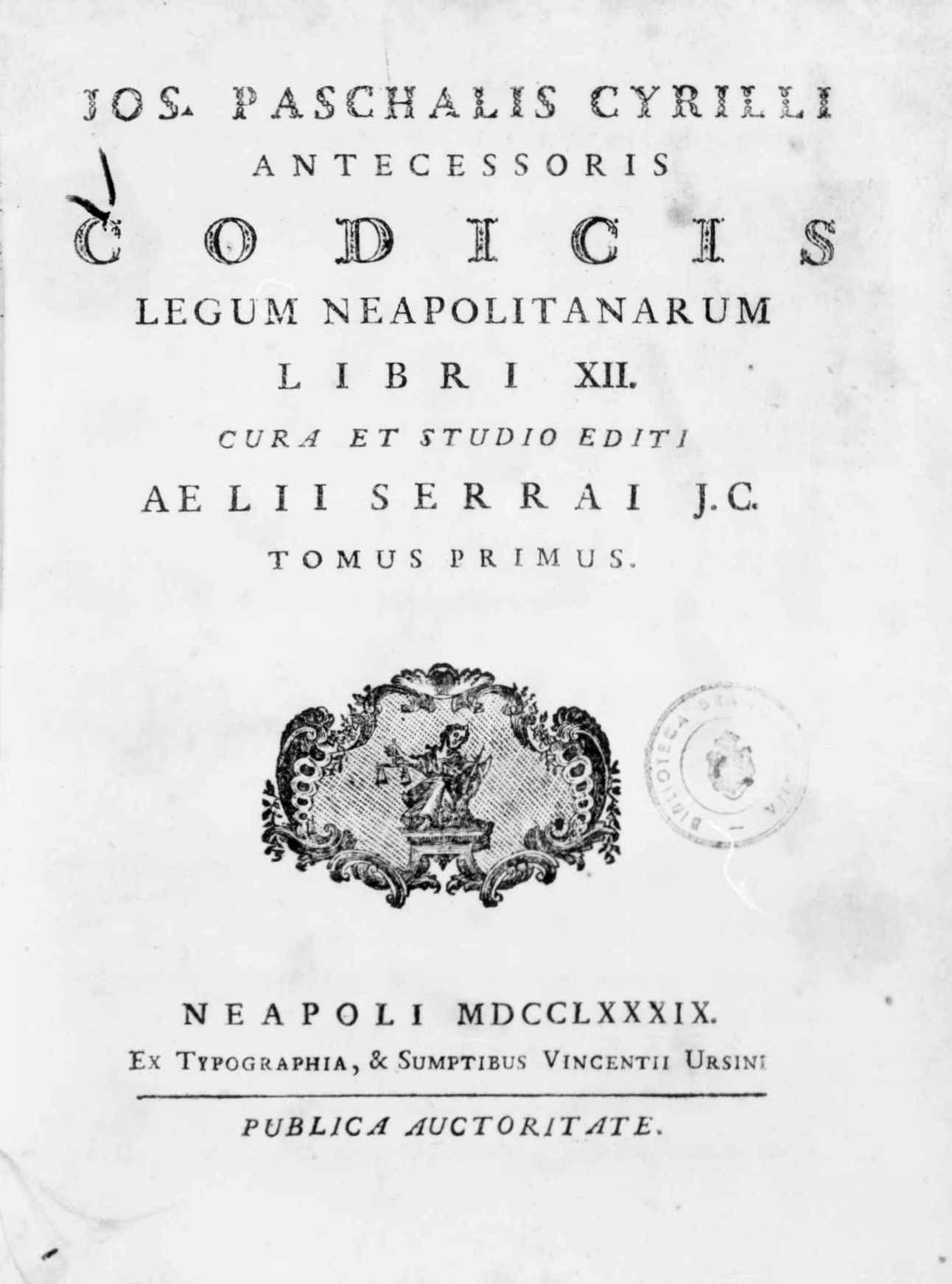
Codex legum neapolitarumus, 1789

## Opere
- Institutionum civilium commentarius perpetuus ..., Neapoli, excudebat Felix Carolus Musca, 1737-1742.
- Sul trattato di Lodouico Antonio Muratori de i difetti della giurisprudenza ..., Napoli, nella stamperia Muziana, 1743.
- Institutiones canonicae ..., Neapoli, ex publica auctoritate ... Johannes Franciscus Paci, 1745.
- (LA) Codex legum neapolitarumus, vol. 1, Napoli, Vincenzo Orsino, 1789.

### Pubblicazioni postume
- I malocchi, commedia dell'avvocato, e pubblico cattedratico signor D. Giuseppe Cirillo napoletano, Napoli, a spese di Pietro Perger e dal medesimo si vendono nella sua Stamperia accosto il Monistero di Montevergine, 1789.